# ニューロシェル駅 (ニューヨーク州)
ニューロシェル駅（New Rochelle）は、ニューヨーク州ウエストチェスター郡ニューロシェルにあるメトロノース鉄道及びアムトラックの駅である。

## 概要
メトロノース鉄道のニューヘイブン線とアムトラックの北東回廊線にある駅。この駅の少しニューヨーク側で両線が分岐しており、別々のルートでニューヨークに（メトロノース鉄道はグランド・セントラル駅へ、アムトラックはペンシルベニア駅へ）向かっている。

## 利用可能な鉄道路線／列車
メトロノース鉄道：
■ニューヘイブン線
昼間は1時間2本程度の停車（グランド・セントラル駅 - スタンフォード駅区間列車）。グランドセントラルへは40分・8ドル（オフピーク運賃）。
アムトラック：
- ペンシルベニア駅からアムトラックの最初の停車駅で、ノースイースト・リージョナルの一部列車が停車する。ペンシルベニア駅へは25-40分程度だが、列車にもよるが30ドル程度かかる。

## 駅構造
2面4線（単式1面、島式1面）のホームを持つ地上駅である。
| ホーム | 3番線 | 1番線 | 2番線 | ホーム | 4番線 |

| のりば | 路線              | 方向 | 行先                                 | 備考 |
| ------ | ----------------- | ---- | ------------------------------------ | ---- |
| 3      | ■ニューヘイブン線 | 上り | グランド・セントラル方面             |      |
| 3      | 北東回廊線        | 上り | ペンシルベニア駅／ワシントンD.C.方面 |      |
| 2･4    | ■ニューヘイブン線 | 下り | ニュー・ヘブン－ユニオン方面         |      |
| 2･4    | 北東回廊線        | 下り | ボストン方面                         |      |

奇数の番号の線は西に位置する。一番線にはホームがない（通過列車用）。

## 隣の駅
メトロノース鉄道
■ニューヘイブン線
　ペラム - ニュー・ロシェル - ラーチモント
アムトラック
北東回廊線
　ペンシルベニア駅 - ニュー・ロシェル - スタンフォード